# Lijst van voetbalinterlands Guam - Noord-Korea
Deze lijst van voetbalinterlands is een overzicht van alle officiële voetbalinterlands tussen de nationale teams van Guam en Noord-Korea. De landen hebben tot nu toe vijf keer tegen elkaar gespeeld. De eerste ontmoeting, een kwalificatiewedstrijd voor de Oost-Azië Cup 2005, werd gespeeld in Taipei (Taiwan) op 11 maart 2005. Het laatste duel, een kwalificatiewedstrijd voor de Oost-Azië Cup 2017, vond plaats op 9 november 2016 in Hongkong.

## Wedstrijden
| № | Plaats    | Datum            | Competitie                      | Wedstrijd          | Uitslag |
| - | --------- | ---------------- | ------------------------------- | ------------------ | ------- |
| 1 | Taipei    | 11 maart 2005    | Oost-Azië Cup 2005 kwalificatie | Guam − Noord-Korea | 0 − 21  |
| 2 | Kaohsiung | 23 augustus 2009 | Oost-Azië Cup 2010 kwalificatie | Noord-Korea − Guam | 9 − 2   |
| 3 | Hongkong  | 3 december 2012  | Oost-Azië Cup 2013 kwalificatie | Noord-Korea − Guam | 5 – 0   |
| 4 | Taipei    | 16 november 2014 | Oost-Azië Cup 2015 kwalificatie | Noord-Korea − Guam | 5 − 1   |
| 5 | Hongkong  | 9 november 2016  | Oost-Azië Cup 2017 kwalificatie | Guam − Noord-Korea | 0 − 2   |

## Samenvatting
| Competitie                 | Totaal gespeeld | Winst Guam | Gelijk | Winst Noord-Korea | Doelsaldo Guam – Noord-Korea |
| -------------------------- | --------------- | ---------- | ------ | ----------------- | ---------------------------- |
| Oost-Azië Cup-kwalificatie | 5               | 0          | 0      | 5                 | 3 − 42                       |
| Totaal                     | 5               | 0          | 0      | 5                 | 3 − 42                       |

GFA ·
Bondscoaches ·
Topscorers · 
Guamees vrouwenvoetbalelftal ·
Guam U21
Amerikaans-Samoa ·
Aruba ·
Australië ·
Bangladesh ·
Bhutan ·
Cambodja ·
China ·
Filipijnen ·
Hongkong ·
India ·
Iran ·
Laos ·
Macau ·
Malediven ·
Mongolië ·
Myanmar ·
Nieuw-Caledonië ·
Noord-Korea ·
Oman ·
Pakistan ·
Palestina ·
Salomonseilanden ·
Singapore ·
Sri Lanka ·
Syrië ·
Tadzjikistan ·
Taiwan ·
Turkmenistan ·
Vanuatu ·
Vietnam ·
Zuid-Korea
DPR Korean Football Association · A-internationals · Selecties · Bondscoaches · Noord-Koreaans vrouwenelftal · Noord-Korea U21 · Noord-Korea U20 · Noord-Korea U19 · Noord-Korea U18 · Noord-Korea U17
1959 – 1969 · 
1970 – 1979 · 
1980 – 1989 · 
1990 – 1999 · 
2000 – 2009 · 
2010 – 2019
AC 1980 ·
AC 1992 ·
AC 2011 ·
AC 2015
WK 1966 ·
WK 2010
OS 1964 ·
OS 1976
1959 ·
1960 ·
1961–1964 · 
1965 ·
1966 ·
1967–1972 · 
1973 ·
1974 ·
1975 ·
1976 ·
1977 · 
1978 ·
1979 ·
1980 ·
1981 ·
1982 ·
1983–1984 · 
1985 ·
1986 ·
1987 · 
1988 ·
1989 ·
1990 ·
1991 ·
1992 ·
1993 ·
1994–1997 · 
1998 ·
1999 ·
2000 ·
2001 ·
2002 ·
2003 ·
2004 ·
2005 ·
2006 · 
2007 ·
2008 ·
2009 ·
2010 ·
2011 ·
2012 ·
2013 ·
2014 ·
2015 ·
2016 ·
2017
Afghanistan ·
Australië · 
Bahrein · 
Bangladesh · 
Bolivia · 
Brazilië · 
Bulgarije ·
Burkina Faso ·
Cambodja · 
Canada · 
Chili · 
China · 
Congo-Brazzaville · 
Egypte · 
Filipijnen · 
Finland · 
Griekenland · 
Guam · 
Guinee ·
Hongkong · 
India · 
Indonesië · 
Irak · 
Iran · 
Italië · 
Ivoorkust · 
Japan · 
Jemen · 
Jordanië · 
Kazachstan · 
Kirgizië · 
Koeweit · 
Letland · 
Libanon · 
Macau · 
Maleisië · 
Mali · 
Mexico · 
Mongolië · 
Myanmar · 
Nepal · 
Nigeria · 
Noorwegen · 
Oezbekistan · 
Oman · 
Pakistan ·
Palestina · 
Paraguay ·
Polen · 
Portugal · 
Qatar · 
Saoedi-Arabië · 
Singapore · 
Sovjet-Unie · 
Sri Lanka · 
Syrië · 
Tadzjikistan · 
Taiwan · 
Thailand · 
Turkmenistan · 
Venezuela · 
Verenigde Arabische Emiraten · 
Verenigde Staten · 
Vietnam · 
Zambia · 
Zuid-Afrika · 
Zuid-Korea · 
Zweden
Ivoorkust (2010) ·